# Горнблавер (телесеріал)
«Горнблавер» (англ. Hornblower) — британська серія телефільмів режисера Ендрю Ґріва, про пригоди офіцера Королівського Британського флоту в період наполеонівських воєн, Гораціо Горнблавера, зфільмована за мотивами творів Сесіла Скотта Форестера. Головні ролі виконали Йоан Ґріффіт та Роберт Ліндсей.

## Синопсис
Серія «Горнблавер» складається з восьми телефільмів, і є екранізацією популярного в англомовному світі циклу романів Сесіла Скотта Форестера про пригоди Гораціо Горнблавера.

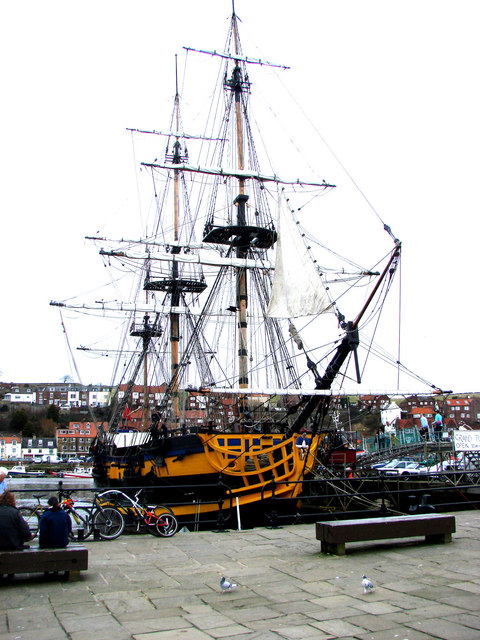
Фрегат «Grand Turk», який під час фільмування телесеріалу виконав роль лінійного корабля «Victory».

## У ролях
Головні
- Йоан Ґріффіт — мічман, згодом лейтенант та капітан Королівського Британського флоту, Гораціо Горнблавер
- Роберт Ліндсей — капітан, згодом командер та адмірал Королівського Британського флоту, сер Едвард Пеллью.

Повторювані
- Джулія Савалія — Марія Мейсон, наречена, згодом дружина, Гораціо Горнблавера
- Джеймі Бамбер — лейтенант Арчі Кеннеді
- Пол Мак-Ґанн — лейтенант Вільям Буш
- Пол Коплі — матрос, згодом боцман, Меттьюз
- Шон Ґілдер — матрос Стайлз
- Ієн Мак-Елгінні — капітан Геммонд
- Ґреґ Вайз — майор Котард
- Лоркан Кранич — Вольф
- Барбара Флінн — місіс Мейсон, мати Марії Мейсон та власниця квартири, яку винаймав Гораціо Горнблавер
- Крістіан Коулсон — мічман Джек Геммонд
- Рон Кук — стюард Джеймс Доуті
- Джонатан Форбс — мічман Чарльз Оррок
- Тоні Гайґарт — майстер Праус
- Джонатан Кой — лейтенант, згодом капітан, Брейсґедл
- Доріан Гілі — мічман Джек Сімпсон
- Девід Рінтул — лікар Клайв, корабельний хірург
- Девід Ворнер — капітан Джеймс Сойєр
- Ніколас Джонс — лейтенант Бакленд
- Філіп Ґленістер — Ґаннер Гоббс
- Джим Картер — Етерідж
- Роберт Батерст — лейтенант Екклстон
- Теренс Корріґан — мічман Велард
- Джіллі Ґілкріст — Рендалл
- Пол Брайтвелл — сержант Вайтінґ
- Шері Лунґі — герцогиня Верфідейл
- Крістофер Фулфорд — мічман Гантер
- Рональд Пікап — дон Альфредо Массаредо
- Джон Вудвайн — сер Г'ю Далрімпл
- Саймон Шерлок — матрос Олдройд
- Колін Маклаклен — майстер Боулз
- Джоліон Бейкер — капітан Жубер
- Жан-Ів Бертело — Етьєн де Верґас
- Ентоні Шер — полковник Монкутан
- Джон Шрепнел — генерал Шарет
- Семюел Вест — майор, лорд Едрінґтон
- Пітер Вон — адмірал, лорд Гуд
- Естелль Скорнік — Марієтт
- Майкл Бірн — капітан Кін
- Дункан Белл — мічман Клейтон
- Кріс Барнс — матрос Фінч
- Роджер Мей — лейтенант Чадд
- Річард Ламсден — мічман Гетері
- Френк Бойс — мічман Клівленд
- Олівер Монтґомері — лейтенант Чалк
- Вінсент Ґрасс — капітан Фоґет
- Деніс Лосон — капітан Фостер
- Ієн Макніс — Таплінґ
- Ендрю Тірнан — матрос Бантінґ
- Руперт Голлідей-Еванс — стюард
- Пітер Корі — консул Дюрас у Орані
- Саймон Слейтер — командер Морріс
- Френк Розелаар-Ґрін — іспанський капітан
- Камілла Павер — Бетсі
- Джим Макманус — власник ломбарду
- Саймон Маркі — лікар Гепплевайт

## Епізоди
| № серії | Назва серії                                            | Режисер(и) | Сценарист(и)     | Оригінальна дата виходу |
| --- | ------------------------------------------------------ | ---------- | ---------------- | ----------------------- |
| 1 | «Рівні шанси» «The Even Chance»                        | Ендрю Ґрів | Рассел Льюїс     | 7 жовтня 1998           |
| 1793 рік, юний мічман Гораціо Горнблавер поступає на службу в королівський флот. |                                                        |            |                  |                         |
| 2 | «Іспит на лейтенанта» «The Examination for Lieutenant» | Ендрю Ґрів | Майк Каллен      | 18 листопада 1998       |
| Йде війна між Британією та Францією. Британська ескадра у Гібралтарі три тижні не отримує провіант. Моряки голодують, все частіше лунають заклики до бунту. Гораціо Горнблавер відправляється в порт Оран, щоб поповнити запаси продовольства. Проте ця місія виявляється не такою легкою й безпечною... |                                                        |            |                  |                         |
| 3 | «Герцогиня та диявол» «The Duchess and the Devil»      | Ендрю Ґрів | Патрік Гарбінсон | 24 лютого 1999          |
| Британія воює проти Франції та Іспанії. Капітан Пеллью доручає Гораціо Горнблаверу відвезти на батьківщину з Гібралтару герцогиню. Однак плавання уздовж ворожих берегів закінчується тим, що його корабель захоплюють іспанці... |                                                        |            |                  |                         |
| 4 | «Жаби та омари» «The Frogs and the Lobsters»           | Ендрю Ґрів | Крис Оулд        | 2 квітня 1999           |
| Після перемоги революції у Франції залишки армії короля Людовика знайшли притулок у Британії. За допомогою британського флоту роялісти сподіваються повернутися на батьківщину та відновити монархію. Лейтенант Гораціо Горнблавер разом з роялістами висаджується у Франції, де й зустрічає своє перше кохання... |                                                        |            |                  |                         |
| 5 | «Заколот» «Mutiny»                                     | Ендрю Ґрів | Тревор Бовен     | 24 березня 2002         |
| У Новому Світі триває війна між Британією та Іспанією. Лінійний корабель «Слава», на якому служить лейтенант Гораціо Горнбловера, отримує завдання знищити базу іспанців у Санто-Домінго. У міру наближення до Вест-Індії капітан Сойєр поводиться все більш дивно: віддає суперечливі накази та жорстоко карає будь-кого, хто намагається їх оскаржити. Поступово капітан починає підозрювати своїх офіцерів у спробі підняти на кораблі бунт... |                                                        |            |                  |                         |
| 6 | «Відплата» «Retribution»                               | Ендрю Ґрів | Бен Ростул       | 25 березня 2002         |
| Британці намагаються знищити форт у Санто-Домінго, який є головною військовою базою іспанців у Вест-Індії. Лейтенант Гораціо Горнблавер висаджується поблизу ворожої фортеці та готується завдати раптового удару по ворогу. Однак необдумані дії лейтенанта Бакленда в останній момент зривають усі плани, і Горнблавер зі своїм загоном потрапляє під смертельний вогонь іспанців...                                                            |                                                        |            |                  |                         |
| 7 | «Відданість» «Loyalty»                                 | Ендрю Ґрів | Ніал Леонард     | 5 січня 2003            |
| Після приходу до влади Наполеона між Англією та Францією встановилося крихке перемир'я. Капітан Гораціо Горнблавер на шлюпі «Відчайдушний» відпливає до французького берега на таємну зустріч з противниками Бонапарта. Однак в умовленому місці Горнблавера чекає не корабель союзників, а французький фрегат у повній бойовій готовності... |                                                        |            |                  |                         |
| 8 | «Обов'язок» «Duty»                                     | Ендрю Ґрів | Стівен Чорчетт   | 6 січня 2003            |
| Гораціо та Марія одружуються, але медовий місяць переривається, оскільки Горнблавер відправляється на пошуки зниклого корабля. Під час нічного шторму капітан рятує таємничу пару на невеликому човні. Ці незнайомці принесуть Горнблаверу великі неприємності... |                                                        |            |                  |                         |